# Constitution du canton d'Una-Sana
Lire en ligne

Consulter

La constitution du canton d'Una-Sana est la norme interne fondamentale du canton d'Una-Sana, membre de la fédération de Bosnie-et-Herzégovine au sein de l’État souverain de Bosnie-Herzégovine.
La Constitution reconnait la supériorité de la Constitution de la fédération de Bosnie-et-Herzégovine et de la Bosnie-Herzégovine.
L'article 4 dispose l'ensemble des domaines de compétence du canton.

## Sources